# ベルファスト71
『ベルファスト71』（原題：'71）は、2014年制作のイギリスのアクション・スリラー映画。
紛争が続く時代の北アイルランドのベルファストを舞台に、一人敵地に取り残されてしまったイギリス軍の新兵の決死のサバイバルを描く。PG-12指定。

## あらすじ
1971年、アイルランドの統一を目指すカトリック系住民とイギリスとの連合維持を望むプロテスタント系住民の間の紛争が激しさを増していた北アイルランドのベルファスト。イギリス政府は治安維持のため軍をこの地に送り込んだ。
だが、その中の一部隊がパトロール中に彼らの争いに巻き込まれ、その混乱の中で新兵ゲイリーが敵対派の少年にライフルを盗まれてしまう。ゲイリーは少年を追ううち、敵のテリトリー内に入り込んでしまい、さらに部隊は彼を置いて撤退してしまう。
たった一人敵陣の真っ只中に取り残されたゲイリーは、誰が敵か味方かも分からない状況の中、必死で脱出を試みる。

## キャスト
※括弧内は日本語吹替。
- ゲイリー・フック：ジャック・オコンネル（中尾智）
- レスリー・ルイス軍曹：ポール・アンダーソン（庄司然）
- エイモン：リチャード・ドーマー（真田雅隆）
- サンディ・ブラウニング大尉：ショーン・ハリス（西垣俊作）
- ポール・ハガティ：マーティン・マッキャン（長谷部忠）
- ブリジッド：チャーリー・マーフィ（小林明日香）
- アーミテージ中尉：サム・リード（三輪聡一郎）
- クイン：キリアン・スコット（入倉敬介）
- ボイル：デヴィッド・ウィルモット（大塚智則）
- ショーン・バノン：バリー・コーガン（幡野智宏）
- トンプソン：ジャック・ロウデン（石橋潤一）
- 伍長：バボー・シーセイ（相樂真太郎）
- ビリー：アーロン・リンチ（羽鳥淳子）
- ジェイク：バリー・バーンズ（相樂真太郎）
- ショーンの母：ドーン・ブラッドフィールド（一花さくら）
- ジョニー：ポール・ケネディ（長友孝憲）
- ダレン：ハリー・ヴェリティ（水嶋咲菜）

## 受賞
- 第64回ベルリン国際映画祭コンペティション部門エキュメニカル審査員賞スペシャル・メンション[6][7]
- 第17回英国インディペンデント映画賞監督賞（ヤン・ドマンジュ）[8][9]
- 第9回ダブリン映画批評家協会賞ブレイクスルー賞（ジャック・オコンネル、『不屈の男 アンブロークン』、『名もなき塀の中の王』と共に）[10]
- 第87回ナショナル・ボード・オブ・レビュー賞インディペンデント映画トップ10[11]